# Shreveport
Shreveport ist die drittgrößte Stadt und Kernstadt der drittgrößten Metropolregion im US-Bundesstaat Louisiana. Sie belegt unter den 100 größten Städten der USA Rang 99. Die Stadt ist Verwaltungssitz des Caddo Parish, reicht aber zu einem kleineren Teil bis in das Bossier Parish. Bossier City liegt auf dem gegenüberliegenden Ufer des Red River. Im Jahr 2020 hatte Shreveport 187.593 Einwohner.
Shreveport ist das wirtschaftliche und kulturelle Zentrum von Ark-La-Tex – so wird das Gebiet genannt, wo Arkansas, Louisiana und Texas aneinandergrenzen. Die Stadt wird auch Gateway to East Texas genannt.

## Geschichte
Die Stadt wurde 1836 durch die Shreve Town Company gegründet, mit dem Ziel, eine Stadt an dem Punkt zu errichten, wo der Red River und der Texas Trail zusammentreffen. Der Red River wurde durch Captain Henry Miller Shreve, Kommandant des United States Army Corps of Engineers, erstmals befahren und schiffbar gemacht. Eine 290 km lange, natürliche Blockade (The Great Raft) hatte zuvor die Durchfahrt verhindert. Zu Ehren von Kapitän Shreve bekam Shreve Town seinen Namen.
Das Stadtgebiet von Shreve Town umfasste ursprünglich einen Abschnitt, den die Shreve Town Company den einheimischen Caddo-Indianern im Jahre 1835 abkaufte. 1838 wurde das Caddo Parish aus dem großen Natchitoches Parish herausgelöst und Shreve Town wurde Verwaltungssitz. Am 20. März 1839 wurde die Stadt in „Shreveport“ umbenannt. Ursprünglich bestand der Ort aus 64 Straßenblöcken.
Shreveport wurde bald ein Handelszentrum, vor allem für Baumwolle und landwirtschaftliche Erzeugnisse. In Shreveport gab es ebenfalls einen Sklavenmarkt, obwohl der Sklavenhandel nicht so verbreitet war wie in anderen Teilen des Bundesstaates Louisiana. Sklaven und Freie arbeiteten auf den Flussdampfern, die den Red River befuhren, sowie als Arbeiter beim Laden und Entladen der Schiffe. Um 1860 lebten 2200 freie Menschen und 1300 Sklaven in der Stadt.
Während des Amerikanischen Bürgerkriegs war Shreveport eine Festung der Südstaaten und gemeinsam mit Marshall, Texas das Hauptquartier des Trans-Mississippi-Department der konföderierten Armee, nachdem die Union Baton Rouge und Opelousas, Louisiana erobert hatte. Das Fort Albert Sidney Johnston wurde zur Befestigung der Stadt errichtet.
Auch nach Robert Edward Lees Kapitulation im April 1865 gingen die Kämpfe im Westen weiter. Das Trans-Mississippi-Department war das letzte konföderierte Kommando, das sich ergab.
Der Red River blieb bis 1914 befahrbar, bis sich der Transport von Menschen und Güter auf die Schiene verlagerte. Der Fluss versandete wieder und blieb bis in die 1990er Jahre unpassierbar. Mittlerweile entwickelt sich der Hafen von Shreveport-Bossier City wieder zu einem Zentrum der Schifffahrt.

## Bevölkerung
Nach der Volkszählung im Jahr 2010 lebten in Shreveport 199.311 Menschen in 80.651 Haushalten. Die Bevölkerungsdichte betrug 746,5 Einwohner pro Quadratkilometer. In den 80.651 Haushalten lebten statistisch je 2,4 Personen.
Ethnisch betrachtet setzte sich die Bevölkerung zusammen aus 41,2 Prozent Weißen, 54,7 Prozent Afroamerikanern, 0,4 Prozent amerikanischen Ureinwohnern, 1,3 Prozent Asiaten sowie 0,9 Prozent aus anderen ethnischen Gruppen; 1,5 Prozent stammten von zwei oder mehr Ethnien ab. Unabhängig von der ethnischen Zugehörigkeit waren 2,5 Prozent der Bevölkerung spanischer oder lateinamerikanischer Abstammung.
25,0 Prozent der Bevölkerung waren unter 18 Jahre alt, 61,8 Prozent waren zwischen 18 und 64 und 13,2 Prozent waren 65 Jahre oder älter. 53,2 Prozent der Bevölkerung war weiblich.
Das mittlere jährliche Einkommen eines Haushalts lag bei 36.803 USD. Das Pro-Kopf-Einkommen betrug 23.135 USD. 22,0 Prozent der Einwohner lebten unterhalb der Armutsgrenze.

## Klima
Das Klima in Shreveport wird geprägt durch die subtropischen Bedingungen im Süden und das kontinentale Klima der Great Plains und des mittleren Westens. Im Jahr regnet es durchschnittlich knapp 1290 mm. Schwere Unwetter mit Regen, Hagel und Tornados treten meist im Frühjahr auf. Die Wintermonate sind mild. Es gibt im Schnitt 39 Tage Frost im Jahr. Die Sommermonate sind sehr warm und feucht. An 32 Tagen im Jahr werden mehr als 35 °C erreicht mit einer relativen Luftfeuchtigkeit von mehr als 90 %.
|                       | Jan  | Feb  | Mär  | Apr  | Mai   | Jun   | Jul  | Aug  | Sep  | Okt  | Nov   | Dez   |   |         |
| Mittl. Tagesmax. (°C) | 13,0 | 15,9 | 20,7 | 25,1 | 28,4  | 32,1  | 33,9 | 33,9 | 30,7 | 25,9 | 20,0  | 14,7  | ⌀ | 24,6    |
| Mittl. Tagesmin. (°C) | 1,6  | 3,3  | 7,7  | 12,3 | 16,7  | 20,6  | 22,4 | 21,8 | 18,9 | 12,4 | 7,4   | 2,9   | ⌀ | 12,4    |
|                       |      |      |      |      |       |       |      |      |      |      |       |       |   |         |
| Niederschlag (mm)     | 98,6 | 99,6 | 91,2 | 95,3 | 131,6 | 109,0 | 93,2 | 61,7 | 79,2 | 94,7 | 113,0 | 104,1 | Σ | 1.171,2 |
|                       |      |      |      |      |       |       |      |      |      |      |       |       |   |         |
| Regentage (d)         | 7,8  | 6,9  | 7,8  | 6,6  | 7,5   | 6,1   | 6,2  | 5,2  | 5,6  | 5,8  | 6,9   | 7,6   | Σ | 80      |

| 1,6 |

| 3,3 |

| 7,7 |

| 12,3 |

| 16,7 |

| 20,6 |

| 22,4 |

| 21,8 |

| 18,9 |

| 12,4 |

| 7,4 |

| 2,9 |

| 1,6 |

| 3,3 |

| 7,7 |

| 12,3 |

| 16,7 |

| 20,6 |

| 22,4 |

| 21,8 |

| 18,9 |

| 12,4 |

| 7,4 |

| 2,9 |

## Wirtschaft und Infrastruktur

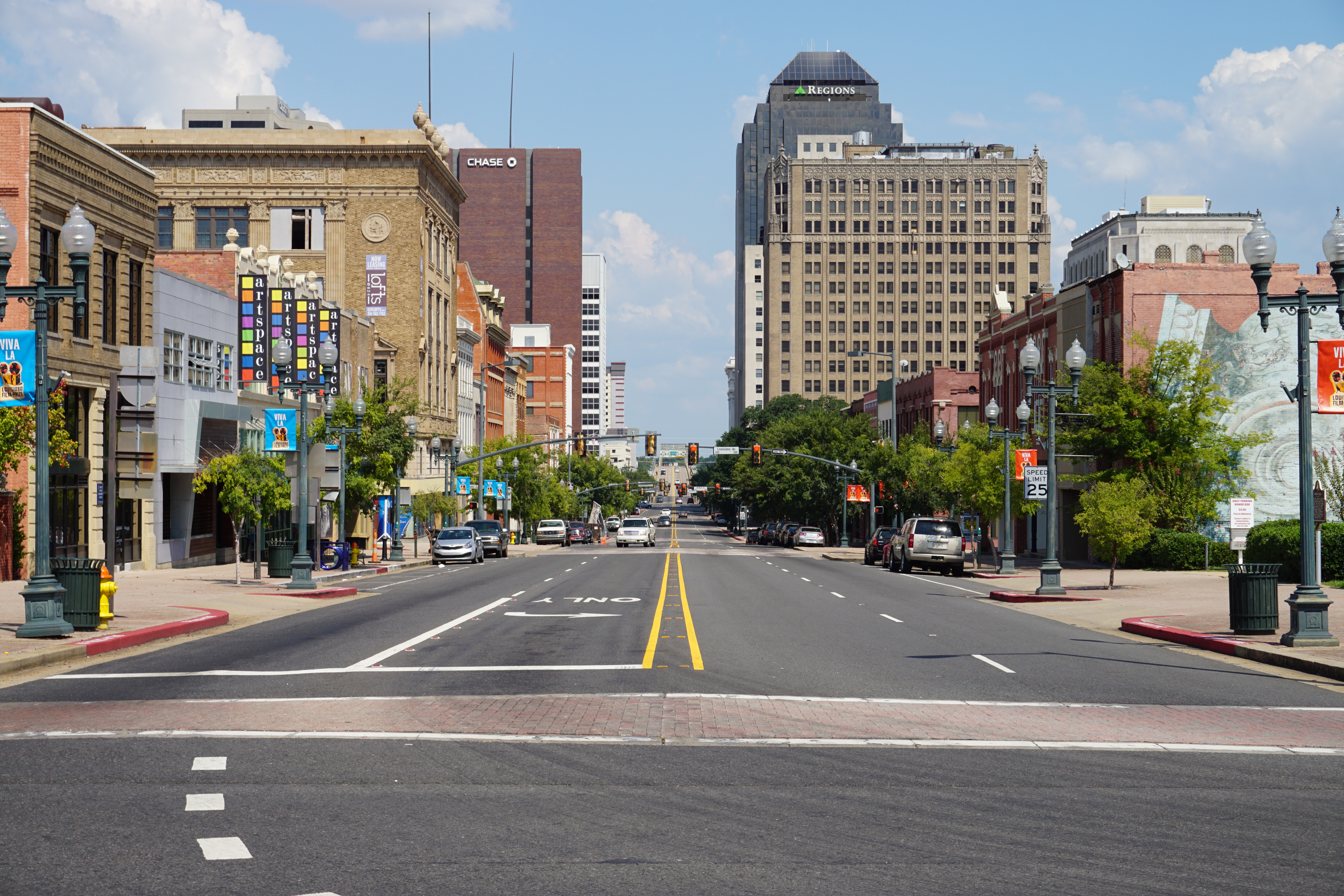
Innenstadt von Shreveport

### Unternehmen
Shreveport war ein wichtiger Standort der amerikanischen Ölindustrie. In den 1980ern litt die Öl- und Gasindustrie unter einer wirtschaftlichen Rezession und viele Firmen reduzierten Arbeitsplätze oder wurden aus dem Markt gedrängt. Shreveport litt sehr unter diesem Niedergang und viele Einwohner verließen die Stadt. Heute ist die Stadt die Heimat vieler Casinos. In Bossier City gibt es eine Pferderennbahn, die Louisiana Downs.
Im Mai 2005 wurde der Louisiana Boardwalk, ein 51.000 Quadratmeter großer Einkaufs- und Unterhaltungskomplex eingeweiht. Er wurde über den Red River gebaut und beinhaltet neben Boutiquen auch Restaurants, ein Kino und eine Bowlingbahn. Es gibt ein Tagungszentrum in der Innenstadt und ein zwölfstöckiges Hotel, das 2006 fertiggestellt wurde.
Shreveport wurde vom Hurrikan Katrina im Jahr 2006 kaum getroffen, weil die Stadt 300 Kilometer im Landesinneren liegt. Die Stadt nahm deshalb viele Flüchtlinge aus dem südlichen Louisiana auf. Es wurde spekuliert, ob einige Firmen und Einwohner aus dem schwer getroffenen New Orleans nach Shreveport umsiedeln.
Größter Arbeitgeber ist das Militär. Hier ist die Barksdale Air Force Base mit über 8500 Militärangehörigen vertreten.
Des Weiteren ist seit 2014 der deutsche Stahlrohrhersteller Benteler Steel/Tube in Shreveport mit einem Rohrwerk vertreten.
General Motors besaß ein großes Werk in Shreveport. Hier wurden der Chevrolet Colorado und der GMC Canyon gebaut.

### Verkehr

#### Straßenverkehr
In den 1960er Jahren wurde bei Shreveport der Interstate 20 gebaut. Er stellt die Verbindung in Richtung Westen nach Dallas, und in Richtung Osten nach Jackson (Mississippi), dar. Von Süden kommend, trifft der Interstate 49 auf das Ringstraßensystem um Shreveport.
Das System der Highways erinnert an Städte wie Houston und Dallas. Eine äußere Ringstraße, der Interstate 220 im Norden und eine innere Ringstraße im Süden, der Louisiana State Route 3132, ergeben zusammen einen Halbring um die Innenstadt von Shreveport.

#### Nahverkehr
Der ÖPNV in Shreveport ist mindestens bis 2025 kostenlos.

#### Luftverkehr
In Shreveport gibt es zwei Flughäfen. Der größere ist der Flughafen Shreveport Regional (SHV/KSHV). Der zweite Airport heißt Shreveport Downtown Airport (DTN/KDTN). Dieser Flughafen dient dem Flugsport und als Aushilfsflughafen und existiert bereits seit 1931.

## Kultur und Sehenswürdigkeiten

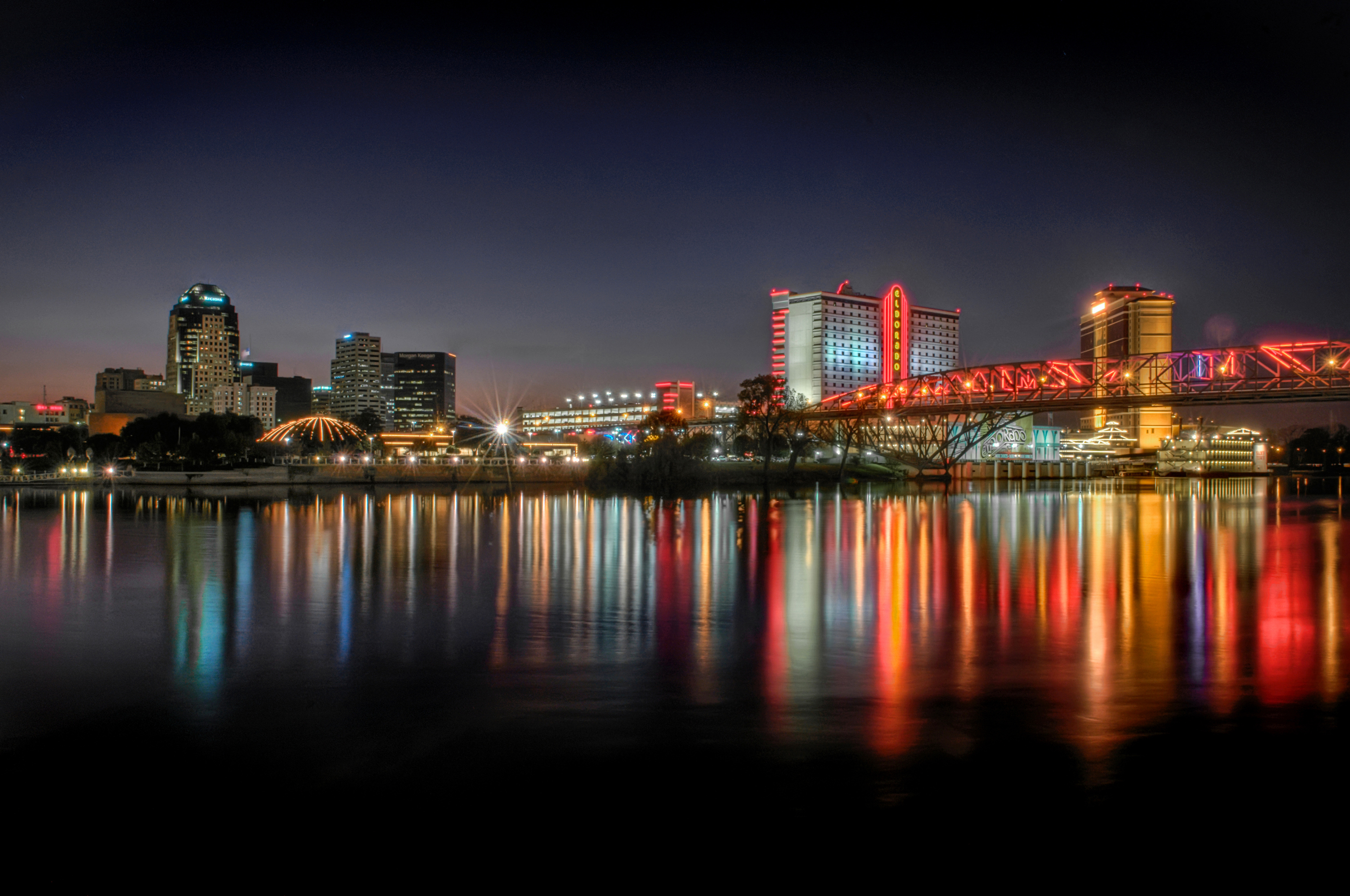
Texas Street Bridge über dem Red River bei Nacht

### Freizeitgestaltung
Glücksspiel ist in Louisiana erlaubt. Deshalb siedelten sich in der Mitte der 1990er entlang des Red Rivers einige Casinos auf Flussschiffen an. So wurden die Innenstadt und die flussnahen Gebiete zu neuem Leben erweckt. Viele Straßen in der Innenstadt wurden durch das „Streetscape“-Projekt neu gestaltet. An der „Texas Street Bridge“ wurden Neonlichter installiert, ursprünglich war auch ein grüner Laserstrahl vorgesehen. Dieser Plan wurde allerdings wieder verworfen.

### Medien
In Shreveport gibt es eine Vielzahl von Printmedien. Die Shreveport Times, versorgt Shreveport-Bossier und das Ark-La-Tex Gebiet mit Nachrichten. Kleinere, nicht täglich erscheinende Zeitungen sind die Shreveport Sun und the Caddo Citizen. The Bombardier ist eine wöchentlich erscheinende Zeitung aus der Barksdale Air Force Base.
Zusätzlich gibt es in Shreveport noch verschiedene Radio- und Fernsehstationen, die die Metropolregion versorgen.

### Sport
Shreveport und Bossier City sind Heimat eines Arena-Football-Teams, den Bossier-Shreveport Battle Wings und eines Eishockey-Teams, den Bossier-Shreveport Mudbugs.
Mitte der 1990er gab es in Shreveport ein professionelles Football-Team – die Shreveport Pirates. Sie spielten in der Canadian Football League und waren eine Art Franchising der Ottawa Rough Riders. Ihre erste Saison spielten sie 1995. Bereits ein Jahr später wurde das Team wieder aufgelöst.